# Dzong de Tingri
Le dzong de Tingri est une forteresse qui dominait autrefois le village du même nom. Il est aujourd'hui à l'état de ruine.